# IEEE 754
Стандарт IEEE для чисел з рухомою комою (IEEE 754) — технічний стандарт формату представлення чисел з рухомою комою, створений у 1985 році Інститутом інженерів з електротехніки та електроніки (IEEE). Стандарт вирішував багато проблем, виявлених у різноманітних реалізаціях з рухомою комою, що ускладнювало їхнє надійне та портативне використання. Багато апаратних пристроїв із рухомою комою використовують стандарт IEEE 754. Використовується як у програмних реалізаціях арифметичних дій, так і в багатьох апаратних (CPU та FPU) реалізаціях. Багато компіляторів мов програмування використовують цей стандарт для зберігання чисел та виконання математичних операцій.
Стандарт визначає формати і методи для арифметики з рухомою комою в комп'ютерних системах — стандартні та розширені функції для чисел одинарної, подвійної, розширеної і розширюваної точності — і рекомендує формати для обміну даними. Визначає виняткові ситуації та їхню стандартну обробку.
Цей стандарт визначає:
- Арифметичні формати: набори двійкових і десяткових даних з рухомою комою,  які складаються з кінцевих чисел (у тому числі нулі зі знаком і денормалізовані числа), нескінченності та спеціальних значень «не число» (NaN).
- Формати обміну: кодування (бітові рядки), які можна використовувати для обміну даними з рухомою комою в ефективній та компактній формі.
- Правила округлення: властивості, які слід задовільняти при округленні чисел під час арифметики та перетворення.
- Операції: арифметичні та інші операції (наприклад, тригонометричні функції, додавання, віднімання, множення, ділення, поєднане множення-додавання, знаходження квадратного кореня, порівняння) над арифметичними форматами.
- Перетворення між цілими форматами і форматами з рухомою комою.
- Перетворення між різними форматами з рухомою комою.
- Перетворення між форматами з рухомою комою і зовнішніми поданнями — символьними послідовностями.
- Обробка винятків: ознаки виняткових умов (наприклад, ділення на нуль, переповнення тощо).

IEEE 754-2008, опублікований у серпні 2008 року, містить майже весь оригінальний стандарт IEEE 754-1985, а також стандарт IEEE 854-1987 для арифметики з рухомою крапкою, незалежну від кореня. Поточна версія, IEEE 754-2019, була опублікована в липні 2019 року. Це незначна редакція попередньої версії, яка включає в основному уточнення, виправлення дефектів і нові рекомендовані операції.

## Коротка історія
Стандарт IEEE 754 був розроблений робочою групою Floating-Point Working Group комітету стандартів Інституту інженерів з електротехніки та електроніки IEEE у 1985 році. Провідну роль у розробці стандарту відіграв професор Каліфорнійського університету в Берклі Вільям Кехен, якого часто називають «батьком рухомої коми».
Після 2000 року робоча група зайнялася удосконаленням існуючого стандарту IEEE Std 754—1985 з метою усунення недоліків, об'єднання його зі стандартом IEEE Std 854—1987 та доповнення новими можливостями. Ця робота завершилася у 2008 році прийняттям нового стандарту IEEE Std 754—2008. Пізніше цей стандарт був затверджений Міжнародною організацією зі стандартизації як ISO/IEC/IEEE 60559:2011.

## Основні терміни[1]
Основний формат (basic format) — одне із п'яти представлень чисел з рухомою комою (три двійкових і два десяткових), визначених цим стандартом і призначених для арифметики.
Формат обміну (interchange format) — формат, що має визначене кодування фіксованої ширини, визначене цим стандартом.
Формат розширеної точності (extended precision format) — формат, який розширює основний формат, надаючи більшу точність і діапазон представлення чисел.
Формат розширюваної точності (extendable precision format) — формат з точністю і діапазоном, які визначаються користувачем.
Не число (not a number, NaN) — код, який не є чинним представленням жодного з чисел з рухомою комою. Буває двох типів «тихе не число» та «сигнальне не число».
Тихе не число (quiet NaN, qNaN) — є результатом операції, який не є числом з рухомою комою, хоча й не призводить до генерації виключень (наприклад, операції 0/0 або корінь з від'ємного числа дають NaN).
Сигнальне не число (signaling NaN, sNaN) — сигналізує про неприпустиме значення числа з рухомою комою шляхом генерації виключення. Зазвичай сигналізує про неініціалізовані змінні.
Зміщений порядок (biased exponent) — сума порядку і зміщення (константи), обраного так, щоб усі порядки були невід'ємними.
Хвіст мантиси (trailing significand) — дробова частина нормалізованої мантиси (для двійкового представлення — усі біти мантиси, крім найстаршого).

## Формати
Стандарт визначає формати чисел з рухомою комою, які використовуються для представлення скінченної підмножини дійсних чисел. Формати характеризуються основою системи числення (radix або base), точністю (precision) і діапазоном значень порядку (range). Визначені конкретні кодування для двійкових і десяткових форматів.
Оновлений стандарт IEEE Std 754—2008 визначає два види форматів:
- формати обміну, визначені як бітові послідовності фіксованої довжини, що дозволяють здійснювати обмін даними між різними платформами (за умови, що вирішені питання порядку слідування байтів);
- формати розширеної і розширюваної точності, кодування яких точно не визначене, але може відповідати форматам обміну.

Формати обміну включають п'ять основних форматів фіксованого розміру:
- три двійкових формати з кодами довжиною 32, 64 і 128 біт (binary32, binary64, binary128);
- два десяткових формати з кодуваннями довжиною 64 і 128 біт (decimal64, decimal128).

Формати binary32 і binary64 відповідають форматам одинарної та подвійної точності стандарту IEEE 754—1985.

## Параметри кодування чисел
Представлення даних з рухомою комою включає:
- трійку елементів (знак s, порядок e, мантиса m); в системі числення за основою b число з рухомою комою має вигляд (−1)s × m × be;
- дві нескінченності +∞, −∞;
- два типи не чисел qNaN (тихе), sNaN (сигнальне).

Кодування переводить дані з рухомою комою в бітову послідовність. Бітові послідовності NaN можуть містити ретроспективну діагностичну інформацію.
Числа з рухомою комою представляються в заданому форматі за допомогою наступних параметрів:
- основа b (2 або 10);
- кількість цифр мантиси (точність) p;
- максимальний порядок e = emax;
- мінімальний порядок e = emin.

Для всіх форматів справедливо emin = 1 − emax.

## Кодування двійкових даних
Дані з рухомою комою у форматах обміну представляються k бітами за допомогою трьох полів:
- 1-бітовий знак S;
- w-бітовий зміщений порядок E = e + bias;
- t-бітовий (t = p−1) хвіст мантиси T = d1d2…dp−1; ведучий біт мантиси d0, неявно закодований у зміщеному порядку E.

| MSB |  | LSB |

| знак S | порядок E | хвіст мантиси T |

| 1 біт | w бітів | t = p — 1 бітів |

Для представлення у цьому форматі двійкове число спочатку нормалізується, тобто приводиться до такого вигляду, коли мантиса потрапляє в діапазон 1 ≤ m < 2. Таким чином ціла частина нормалізованої мантиси завжди дорівнює 1.
Знак додатних чисел кодується нулем, від'ємних одиницею. В поле порядку пишеться зміщений порядок — до порядку нормалізованого числа додається константа, таким чином всі порядки представляються додатними числами. В поле мантиси записується, т. зв. «хвіст» мантиси — всі дробові цифри мантиси (крім першої одиниці, яка є цілою частиною). Ціла частина мантиси в нормалізованому вигляді дорівнює 1 і не входить до коду числа. Це так звана прихована одиниця.
Приклад. 0,312510 = 0,01012 = 1,01 × 2−2. Для формату binary32 порядок зміщується на 127. E = –2 + 127 = 125 = 11111012. Мантиса записується без першої одиниці, тобто T = 01 (1,01 –1 = 0,01). Компоненти коду: знак — 0 (1 розряд), зміщений порядок — 01111101 (8 розрядів), хвіст мантиси 01000000000000000000000 (23 розряди).
Повний 32-бітний код 00111110101000000000000000000000. Кольором виділено поле порядку.

## Зведена таблиця форматів IEEE Std 754—2008
| Формат     | Назва               | Основа | Цифр мантиси | Десяткових цифр | Бітів порядку | Десяткове E max | Зміщення порядку | E min  | E max  | Примітки    |
| ---------- | ------------------- | ------ | ------------ | --------------- | ------------- | --------------- | ---------------- | ------ | ------ | ----------- |
| binary16   | Half precision      | 2      | 11           | 3.31            | 5             | 4.51            | 24−1 = 15        | −14    | +15    | не основний |
| binary32   | Single precision    | 2      | 24           | 7.22            | 8             | 38.23           | 27−1 = 127       | −126   | +127   |             |
| binary64   | Double precision    | 2      | 53           | 15.95           | 11            | 307.95          | 210−1 = 1023     | −1022  | +1023  |             |
| binary128  | Quadruple precision | 2      | 113          | 34.02           | 15            | 4931.77         | 214−1 = 16383    | −16382 | +16383 |             |
| decimal32  |                     | 10     | 7            | 7               | 7.58          | 96              | 101              | −95    | +96    | не основний |
| decimal64  |                     | 10     | 16           | 16              | 9.58          | 384             | 398              | −383   | +384   |             |
| decimal128 |                     | 10     | 34           | 34              | 13.58         | 6144            | 6176             | −6143  | +6144  |             |